# Martin Weinbaum
Martin Albert Weinbaum (geboren 15. Juli 1902 in Küstrin; gestorben 8. April 1990) war ein deutschamerikanischer Historiker.

## Leben
Martin Weinbaum studierte Geschichte in Berlin und Freiburg und wurde 1924 in Freiburg promoviert. Ab 1929 lehrte er als Privatdozent Geschichte an der Universität Berlin. Nach der Machtergreifung der Nationalsozialisten 1933 emigrierte er nach England. Als Fellow forschte er an der Universität Manchester. 1938 ging er in die USA und fand Beschäftigung als Instructor 1938 an der Kent State University, 1939 am Central YMCA College Chicago, 1941 am City College New York, ab 1945 als Professor am Queens College New York, an dem er 1966 emeritiert wurde. Martin Weinbaum war mit Lene Weinbaum verheiratet, sie hatten zwei Kinder.

## Schriften (Auswahl)
- Beiträge zur älteren englischen Gewerbe- und Handelsgeschichte. Berlin : Kohlhammer, 1924
- Verfassungs-Geschichte Londons 1066–1268. (= Vierteljahrschrift für Sozial- und Wirtschaftsgeschichte; Beihefte; Heft 15). Stuttgart : Kohlhammer, 1929 ISSN 0341-0846
- London unter Eduard I. und II. Stuttgart : Kohlhammer, 1933
- The Incorporation of Boroughs. Manchester : Manchester Univ. Pr., 1937
- (Hrsg.): British Borough Charters 1307–1660. Cambridge, 1943
- The London Eyre of 1244. Leicester, 1970
- The London Eyre of 1276. Leicester, 1976